# Портенко Леонід Олександрович
Портенко Леонід Олександрович (1896—1972) — радянський зоолог, орнітолог, доктор біологічних наук.

## Біографія
Народився 11 жовтня 1896 року в м. Сміла (Черкаська область). Середню освіту отримав у класичній гімназії, вищу — в Московському державному університеті, де спеціалізувався з орнітології під керівництвом М. О. Мензбіра.
Протягом 1919—1920 рр. співробітник біологічної секції Постійної комісії для вивчення природних багатств України фізико-математичного відділу Академії наук України. Працював в Зоологічному кабінеті та в Зоологічному музеї ВУАН у Києві.
З 1926 р. співробітник Зоологічного інституту АН СРСР. Протягом 1929—1940 співробітник Арктичного науково-дослідного інституту, з 1940 — співробітник Зоологічного інституту АН СРСР.

## Наукова діяльність
Протягом життя здійснив ряд наукових експедицій у різні регіони. Першими були експедиції по Україні — по Київській губернії (1915), Причорномор'ю (1923, острів Чурюк), Асканії-Новій, Поділлю, Херсонщині і Волині (1926—1927), Закарпаттю (1947). У подальшому — в малодосліджені віддалені райони СРСР: Північний Урал, Нова Земля, північний Таймир, Анадирський край, Чукотський півострів, о. Врангеля, Коряцька земля, Камчатка і Курильські острови, Кавказ, Середня Азія, Казахстан.
Скрізь його цікавили, перш за все, деталі географічного поширення птахів та внутрішньовидова мінливість. Для різних музеїв зібрав величезну колекцію тушок, шлунків, гнізд та яєць птахів.
Портенко Л. О. організував першу Всесоюзну орнітологічну конференцію, Біологічну станцію ЗІН АН СРСР на Куршській косі. Чимало зусиль доклав до організації зоологічної групи інституту біологічних проблем півночі Далекосхідного наукового центру Академії наук. Він очолював групу співробітників Зоологічного інституту, якій було доручено зберегти наукову колекцію інституту в роки блокади Ленінграду.
Своїми дослідженнями підтвердив єдність фауни хребетних циркумарктичних тундр і необхідність виділення єдиної Голарктичної зоогеографічної області з Арктичною, Палеарктичною і Неарктичною підобластями.
Розробив схему орнітогеографічного районування всієї території СРСР (1965) та окремих регіонів. Ним складено карти ареалів птахів фауни СРСР в перших семи випусках «Атласу поширення палеарктичних птахів», що видавався спільно Академіями наук СРСР і НДР.

## Публікації
Автор 163 наукових публікацій, серед яких ряд фундаментальних зведень і монографій. Результати обробки численних експедицій опубліковані в різноманітних роботах, серед них — зведення по птахам Поділля (1928), Закарпаття (1950) та інші. Основні результати роботи Л. О. Портенка в області систематики відображені в 4-х томному визначнику «Птицы СССР» (1951—1954), в якому ним написані розділи, присвячені горобцеподібним та деяким іншим рядам.
Основні публікації:
- Фауна птиц внеполярной части северного Урала. — М. ; Л. : Изд-во АН СССР, 1937. — viii, 240 с.
- Фауна Анадырского края. Ч. 1. Птицы. — Л. : Изд-во Главсевморпути, 1939. — 2201 с.
- Фауна Анадырского края. Ч. 3. Млекопитающие. — Л. ; М. : Изд-во Главсевморпути, 1941. — 108 с.
- Птицы Чукотского полуострова и острова Врангеля. — Л. : Наука. — Ч. 1. — 1972. — 423 с. ; ч. 2. — 1973. — 323 с.
- Млекопитающие Корякского нагорья: материалы по распространению, численности. биологии и экономическому значению. — М. ; Л. : Изд-во АН СССР. (в соавт.)
- Портенко Л. А. Очерк фауны птиц Подольской губернии // Бюллетень МОИП. Отдел биологический. — Т.XXXVII. — М., 1928. — С. 4–204.
- Портенко Л. А. Очерк фауны птиц Западного Закарпатья // Сб. стат. пам. П. П. Сушкина.- М.-Л., 1950. — С. 301—359.

## Пам'ять
На честь вченого названо вид землерийок — мідиця Портенка (Sorex portenkoi).